# 17058 Rocknroll
A 17058 Rocknroll (ideiglenes jelöléssel 1999 GA5) a Naprendszer kisbolygóövében található aszteroida. John Broughton fedezte fel 1999. április 13-án.